# 아론 (1993년)
아론(본명: 애런 곽 (Aaron Kwak), 1993년 5월 21일 ~ )은 대한민국의 뉴이스트의 서브보컬, 서브래퍼를 맡았다.

## 학력
- elementary school (졸업)
- middle school(졸업)
- Loyola high school (졸업)
- New york University (입학허가)

### 뉴이스트

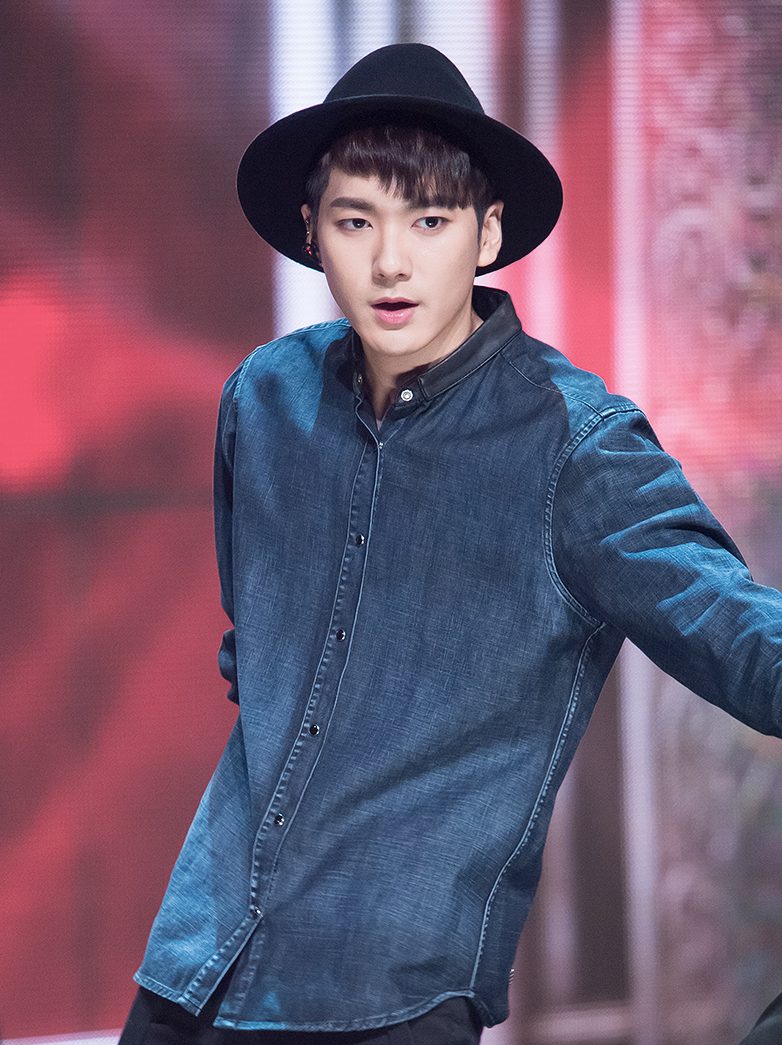
Aron 160921

## 음악 작품

### 솔로
Good love (2017)
Wi-Fi (2018)

#### 피처링
- 채드 퓨처 - "Got It Figured Out" (2014)
- 레이나 - "밥 영화 카페(Loop)" (2017)

### 작사 및 작곡
| 발매연도 | 가수      | 앨범   | 노래                  | 참여부문 |
| 2017     | 뉴이스트W | W.HERE | GOOD LOVE (ARON SOLO) | 작사     |
| 2018     | 뉴이스트W | WAKE,N | WI-FI (ARON SOLO)     | 작사     |

## 출연 작품

### 영화
- 일본영화 《좋아해, 너를》 (2016) - 아론 역

### 라디오
- 아리랑 라디오 《Music Access》 (2013-2015)
- SBS PopAsia 《Aron's Hangout》 (2015-2016)
- 네이버 나우 《To.night 보관됨 2021-04-19 - 웨이백 머신》 (2020.10.05-2021.01.01)

### 예능
- tvN 《수상한 가수》 (2017)
- JTBC 《투유 프로젝트 - 슈가맨》 (2018)
- tvN 《문제적 남자》 (2018)
- E채널 《달랑말랑》 (2018)
- KBS2 《안녕하세요》 (2019)